# Futbol als Jocs Olímpics d'estiu de 1968
Als Jocs Olímpics d'Estiu de 1968 celebrats a Ciutat de Mèxic (Mèxic) es disputà una competició de futbol en categoria masculina. La competició tingué lloc entre els dies 13 i 26 d'octubre de 1968.

## Comitès participants
Hi participaren un total de 273 futbolistes de 16 comitès nacionals diferents:
| - Brasil - Bulgària - Colòmbia - Espanya | - El Salvador - França - Ghana - Guatemala | - Guinea - Hongria - Israel - Japó | - Mexico - Nigèria - Tailàndia - Txecoslovàquia |

## Resum de medalles
| Prova          | Or | Argent | Bronze |
| Futbol masculí | Hongria István Básti · Antal Dunai · Lajos Dunai · Ernö Noskó · Deszö Novák · Károly Fatér · László Fazekas · István Juhász · László Keglovich · Lajos Kocsis · Iván Menczel · László Nagy · Miklós Páncsics · István Sárközi · Lajos Szűcs · Zoltan Szarka · Miklos Szalai | BulgàriaStoyan Yordanov · Atanas Gerov · Georgi Hristakiev · Milko Gaydarski · Kiril Ivkov · Ivaylo Georgiev · Tsvetan Dimitrov · Evgeni Yanchovski · Petr Jèkov · Atanas Hristov · Asparuh Donev · Kiril Hristov · Gueorgui Ivanov · Todor Nikolov · Yancho Dimitrov · Ivan Zafirov · Mihail Gyonin · Georgi Vasilev | JapóKenzo Yokoyama · Hiroshi Katayama · Masakatsu Miyamoto · Yoshitada Yamaguchi · Mitsuo Kamata · Ryozo Suzuki · Kiyoshi Tomizawa · Takaji Mori · Aritatsu Ogi · Eizo Yuguchi · Shigeo Yaegashi · Teruki Miyamoto · Masashi Watanabe · Yasuyuki Kuwahara · Kunishige Kamamoto · Ikuo Matsumoto · Ryuichi Sugiyama · Masahiro Hamazaki |

## Medaller
| Posició | País     | Or | Argent | Bronze | Total |
| 1       | Hongria  | 1  | 0      | 0      | 1     |
| 2       | Bulgària | 0  | 1      | 0      | 1     |
| 3       | Japó     | 0  | 0      | 1      | 1     |

## Resultats

### Primera ronda
Grup A
| Equip    | J | G | E | P | GF | GC | DG | Pts |
| -------- | - | - | - | - | -- | -- | -- | --- |
| França   | 3 | 2 | 0 | 1 | 8  | 4  | +4 | 4   |
| Mèxic    | 3 | 2 | 0 | 1 | 6  | 4  | +2 | 4   |
| Colòmbia | 3 | 1 | 0 | 2 | 4  | 5  | −1 | 2   |
| Guinea   | 3 | 1 | 0 | 2 | 4  | 9  | −5 | 2   |

| Mèxic      | 1 – 0 | Colòmbia |
| ---------- | ----- | -------- |
| Estrada 6' | Resum |          |

 Estadi Azteca, Mèxic D. F.

Assistència = 

Àrbitre = Istvan Zsolt (HON)        
| França                                      | 3 – 1 | Guinea    |
| ------------------------------------------- | ----- | --------- |
| Hallet 61' · Horlaville 64' · Perrigaud 70' | Resum | Maxim 79' |

 Estadi Cuauhtémoc, Puebla 

Assistència = 

Àrbitre = Milivoje Gugulovic (IUG)        
| Guinea                     | 3 – 2 | Colòmbia                 |
| -------------------------- | ----- | ------------------------ |
| Ndongo 26' · Bouya 58' 84' | Resum | Santa 49' · Mosquera 66' |

 Estadi Cuauhtémoc, Puebla 

Assistència = 

Àrbitre = Dimitar Rumenchev (BUL)        
| França                                            | 4 – 1 | Mèxic         |
| ------------------------------------------------- | ----- | ------------- |
| Kanyan Case 20' 69' · Teamboueon 30' · Medina 36' | Resum | Victorino 26' |

 Estadi Azteca, Mèxic D. F.

Assistència = 

Àrbitre = Erwin Hieger (PER)        
| Mèxic                                     | 4 – 0 | Guinea |
| ----------------------------------------- | ----- | ------ |
| Pereda 70' 85' · Pulido Rodríguez 86' 88' | Resum |        |

 Estadi Azteca, Mèxic D. F.

Assistència = 

Àrbitre = Suvaree Wanchai (TAI)        
| Colòmbia                         | 2 – 1 | França         |
| -------------------------------- | ----- | -------------- |
| Tamayo Hoyos 14' · Jaramillo 35' | Resum | Teamboueon 59' |

 Estadi Cuauhtémoc, Puebla 

Assistència = 

Àrbitre = Karol Galba (TXC)        
Grup B
| Equip   | J | G | E | P | GF | GC | DG | Pts |
| ------- | - | - | - | - | -- | -- | -- | --- |
| Espanya | 3 | 2 | 1 | 0 | 4  | 0  | +4 | 5   |
| Japó    | 3 | 1 | 2 | 0 | 4  | 2  | +2 | 4   |
| Brasil  | 3 | 0 | 2 | 1 | 4  | 5  | −1 | 2   |
| Nigèria | 3 | 0 | 1 | 2 | 4  | 9  | −5 | 1   |

| Espanya       | 1 – 0 | Brasil |
| ------------- | ----- | ------ |
| Fernández 77' | Resum |        |

 Estadi Azteca, Mèxic D. F.

Assistència = 

Àrbitre = Abraham Klein (ISR)        
| Japó                 | 3 – 1 | Nigèria   |
| -------------------- | ----- | --------- |
| Kamamoto 24' 72' 89' | Resum | Okoye 33' |

 Estadi Cuauhtémoc, Puebla 

Assistència = 

Àrbitre = Ramon Sagastume (SLV)        
| Espanya                     | 3 – 0 | Nigèria |
| --------------------------- | ----- | ------- |
| Ortuño 27' · Grande 52' 69' | Resum |         |

 Estadi Azteca, Mèxic D. F.

Assistència = 

Àrbitre = Augusto Robles (GUI)        
| Brasil     | 1 – 1 | Japó         |
| ---------- | ----- | ------------ |
| Ferreti 9' | Resum | Watanabe 83' |

 Estadi Cuauhtémoc, Puebla 

Assistència = 

Àrbitre = George Lamptey (GHA)        
| Brasil                                 | 3 – 3 | Nigèria                       |
| -------------------------------------- | ----- | ----------------------------- |
| Ferreti 50' · Olumodeji 59' · Tião 65' | Resum | Olayombo 10' 41' · Anieke 19' |

 Estadi Cuauhtémoc, Puebla 

Assistència = 

Àrbitre = Seyoum Tarekegn (ETI)        
| Espanya | 0 – 0 | Japó |
| ------- | ----- | ---- |
|         | Resum |      |

 Estadi Azteca, Mèxic D. F.

Assistència = 

Àrbitre = Erwin Hieger (PER)        
Grup C
| Equip       | J | G | E | P | GF | GC | DG | Pts |
| ----------- | - | - | - | - | -- | -- | -- | --- |
| Hongria     | 3 | 2 | 1 | 0 | 8  | 2  | +6 | 5   |
| Israel      | 3 | 2 | 0 | 1 | 8  | 6  | +2 | 4   |
| Ghana       | 3 | 0 | 2 | 1 | 6  | 8  | −2 | 2   |
| El Salvador | 3 | 0 | 1 | 2 | 2  | 8  | −6 | 1   |

| Israel                                   | 5 – 3 | Ghana                     |
| ---------------------------------------- | ----- | ------------------------- |
| Spiegel 11' 75' · Feigenbaum 16' 30' 70' | Resum | Jabir 18' 79' · Amosa 35' |

 Estadi Nou Camp, León 

Assistència = 

Àrbitre = Michel Kitabdjian (FRA)        
| Hongria                                                | 4 – 0 | El Salvador |
| ------------------------------------------------------ | ----- | ----------- |
| Menczel 19' · A. Dunai 47' · Fazekas 51' · Sárközi 68' | Resum |             |

 Guadalajara

Assistència = 

Àrbitre = Diego De Leo (MEX)        
| Hongria                    | 2 – 2 | Ghana                    |
| -------------------------- | ----- | ------------------------ |
| A. Dunai 15' · Menczel 17' | Resum | Sunday 12' · Sampene 33' |

 Guadalajara

Assistència = 

Àrbitre = Yoshiyuki Maruyama (JAP)        
| Israel                             | 3 – 1 | El Salvador  |
| ---------------------------------- | ----- | ------------ |
| Talbi 20' · Spiegler 44' · Bar 85' | Resum | Martínez 35' |

 Estadi Nou Camp, León 

Assistència = 

Àrbitre = Thompson Shakibudeen (NGA)        
| El Salvador   | 1 – 1 | Ghana    |
| ------------- | ----- | -------- |
| Rodríguez 42' | Resum | Kofi 55' |

 Estadi Nou Camp, León 

Assistència = 

Àrbitre = Mariano Medina (ESP)        
| Hongria          | 2 – 0 | Israel |
| ---------------- | ----- | ------ |
| A. Dunai 40' 75' | Resum |        |

 Guadalajara

Assistència = 

Àrbitre = Arturo Yamasaki (PER)        
Grup D
| Equip          | J | G | E | P | GF | GC | DG  | Pts |
| -------------- | - | - | - | - | -- | -- | --- | --- |
| Bulgària       | 3 | 2 | 1 | 0 | 11 | 3  | +8  | 5   |
| Guatemala      | 3 | 2 | 0 | 1 | 6  | 3  | +3  | 4   |
| Txecoslovàquia | 3 | 1 | 1 | 1 | 10 | 3  | +7  | 3   |
| Tailàndia      | 3 | 0 | 0 | 3 | 1  | 19 | −18 | 0   |

| Guatemala   | 1 – 0 | Txecoslovàquia |
| ----------- | ----- | -------------- |
| Stockes 28' | Resum |                |

 Guadalajara

Assistència = 

Àrbitre = Romualdo Arppi Filho (BRA)        
| Bulgària                                                                       | 7 – 0 | Tailàndia |
| ------------------------------------------------------------------------------ | ----- | --------- |
| Gyonin 25' · Jèkov 55' · Hristov 56' 61' · Zafirov 73' · Donev 85' · Ivkov 88' | Resum |           |

 Estadi Nou Camp, León 

Assistència = 

Àrbitre = Guillermo Velasquez (COL)        
| Bulgària                 | 2 – 2 | Txecoslovàquia              |
| ------------------------ | ----- | --------------------------- |
| Georgiev 44' · Jèkov 77' | Resum | Jarabinsky 25' · Petráš 42' |

 Guadalajara

Assistència = 

Àrbitre = Abel Aguilar (MEX)        
| Guatemala                                        | 4 – 1 | Tailàndia                |
| ------------------------------------------------ | ----- | ------------------------ |
| N. Melgar 23' 85' · Roldán 55' · Lopez Oliva 67' | Resum | Udomsilp Sornbutnark 44' |

 Estadi Nou Camp, León 

Assistència = 

Àrbitre = Jean-Louis Faber (GUI)        
| Bulgària              | 2 – 1 | Guatemala       |
| --------------------- | ----- | --------------- |
| Donev 50' · Jèkov 84' | Resum | Lopez Oliva 88' |

 Estadi Nou Camp, León 

Assistència = 

Àrbitre = Raul Osorio (MEX)        
| Txecoslovàquia                                                              | 8 – 0 | Tailàndia |
| --------------------------------------------------------------------------- | ----- | --------- |
| Herbst 12' · Petráš 17' 18' 67' · Stratil 28' 34' · Vecerek 38' · Krnac 83' | Resum |           |

 Guadalajara

Assistència = 

Àrbitre = Felipe Buergo (MEX)        

### Quadre final
|  | Quarts de final                                   | Quarts de final            |                                                   |       | Semifinals  | Semifinals  |  |  | Final                                             | Final |
|  |                                                   |                            |                                                   |       |             |             |  |  |                                                   |       |
|  | 20 d'octubre - Guadalajara                        |                            |                                                   |       |             |             |  |  |                                                   |       |
|  |                                                   |                            |                                                   |       |             |             |  |  |                                                   |       |
|  | Hongria                                           | 1                          |                                                   |       |             |             |  |  |                                                   |       |
|  | Hongria                                           | 1                          | 22 d'octubre - Estadi Olímpic Universitari, Mèxic |       |             |             |  |  |                                                   |       |
|  | Guatemala                                         | 0                          |                                                   |       |             |             |  |  |                                                   |       |
|  | Guatemala                                         | 0                          | Hongria                                           | 5     |             |             |  |  |                                                   |       |
|  | 20 d'octubre - Estadi Olímpic Universitari, Mèxic |                            | Hongria                                           | 5     |             |             |  |  |                                                   |       |
|  |                                                   | Japó                       | 0                                                 |       |             |             |  |  |                                                   |       |
|  | Japó                                              | Japó                       | 0                                                 | 3     |             |             |  |  |                                                   |       |
|  | Japó                                              |                            | 26 d'octubre - Estadi Olímpic Universitari, Mèxic | 3     |             |             |  |  |                                                   |       |
|  | França                                            | 1                          |                                                   |       |             |             |  |  |                                                   |       |
|  | França                                            | 1                          | Hongria                                           | 4     |             |             |  |  |                                                   |       |
|  | 20 d'octubre - León                               |                            | Hongria                                           | 4     |             |             |  |  |                                                   |       |
|  |                                                   | Bulgària                   | 1                                                 |       |             |             |  |  |                                                   |       |
|  | Bulgària                                          | Bulgària                   | 1                                                 | 1     |             |             |  |  |                                                   |       |
|  | Bulgària                                          | 22 d'octubre - Guadalajara |                                                   | 1     |             |             |  |  |                                                   |       |
|  | Israel                                            | 1                          |                                                   |       |             |             |  |  |                                                   |       |
|  | Israel                                            | 1                          | Bulgària                                          | 3     | Tercer lloc | Tercer lloc |  |  |                                                   |       |
|  | 20 d'octubre - Puebla                             |                            | Bulgària                                          | 3     | Tercer lloc | Tercer lloc |  |  |                                                   |       |
|  |                                                   | Mèxic                      | 2                                                 |       |             |             |  |  |                                                   |       |
|  | Mèxic                                             | Mèxic                      | 2                                                 | 2     | Japó        | 2           |  |  |                                                   |       |
|  | Mèxic                                             |                            |                                                   | 2     | Japó        | 2           |  |  |                                                   |       |
|  | Espanya                                           | 0                          |                                                   | Mèxic | 0           |             |  |  |                                                   |       |
|  | Espanya                                           | 0                          |                                                   |       | 0           |             |  |  |                                                   |       |
|  |                                                   |                            |                                                   |       |             |             |  |  | 24 d'octubre - Estadi Olímpic Universitari, Mèxic |       |
|  |                                                   |                            |                                                   |       |             |             |  |  |                                                   |       |

#### Quarts de final
| Mèxic                    | 2 – 0 | Espanya |
| ------------------------ | ----- | ------- |
| Morales 34' · Pereda 48' | Resum |         |

 Estadi Cuauhtémoc, Puebla 

Assistència = 

Àrbitre = Milivoje Gugulović (IUG)        
| Hongria   | 1 – 0 | Guatemala |
| --------- | ----- | --------- |
| Szűcs 69' | Resum |           |

 Guadalajara

Assistència = 

Àrbitre = Arturo Yamasaki (PER)        
| Japó                            | 3 – 1 | França         |
| ------------------------------- | ----- | -------------- |
| Kamamoto 27' 59' · Watanabe 70' | Resum | Teamboueon 32' |

 Estadi Azteca, Mèxic D. F.

Assistència = 

Àrbitre = Seyoum Tarekegn (ETI)        
| Bulgària      | 1 – 1 | Israel         |
| ------------- | ----- | -------------- |
| Hristakiev 5' | Resum | Feigenbaum 89' |

 Estadi Nou Camp, León 

Assistència = 

Àrbitre = Michel Kitabdjian (FRA)        

#### Semifinals
| Mèxic                              | 2 – 3 | Bulgària                                |
| ---------------------------------- | ----- | --------------------------------------- |
| Morales 39' · Pulido Rodríguez 48' | Resum | Jekov 8' · Hristov 9' · T. Dimitrov 58' |

 Guadalajara

Assistència = 

Àrbitre = Seyoum Tarekegn (ETI)        
| Hongria                           | 5 – 0 | Japó |
| --------------------------------- | ----- | ---- |
| Szűcs 30' 60' 75' · Novák 53' 65' | Resum |      |

 Estadi Azteca, Mèxic D. F.

Assistència = 

Àrbitre = Romualdo Arppi (BRA)        

#### Medalla de Bronze
| Japó             | 2 – 0 | Mèxic |
| ---------------- | ----- | ----- |
| Kamamoto 20' 40' | Resum |       |

 Estadi Azteca

Assistència = 105,000 

Àrbitre = Abraham Klein (ISR)        

#### Medalla d'Or
| Hongria                                     | 4 – 1 | Bulgària     |
| ------------------------------------------- | ----- | ------------ |
| Menczel 40' · A. Dunai 41' 49' · Juhász 62' | Resum | Dimitrov 22' |

 Estadi Azteca

Assistència = 75,000 

Àrbitre = Diego De Leo (MEX)        